# Megastigmus pourthiaeae
Megastigmus pourthiaeae är en stekelart som beskrevs av Kamijo 1962. Megastigmus pourthiaeae ingår i släktet Megastigmus och familjen gallglanssteklar. Inga underarter finns listade i Catalogue of Life.